# باشگاه فوتبال دنیپرو
باشگاه فوتبال دنیپرو (به اوکراینی: Футбо́льний Клуб Дніпро́) باشگاه فوتبال اوکراینی است که در شهر دنیپروپتروفسک بنا شده‌است و هم‌اکنون در لیگ دسته دو اوکراین بازی می‌کند.
این باشگاه در سال ۱۹۱۸ میلادی تأسیس شده‌است.
در آغاز فصل ۱۷–۲۰۱۶، فدراسیون فوتبال اکراین، این باشگاه را به دلیل بدهی زیاد به کارکنان و سرمربی سابقش خوانده راموس از خرید هر گونه بازیکن منع کرد. در طول فصل نیز مجموع ۹ امتیاز از دنیپرو به دلیل بدهی کسر شد. در پایان فصل این باشگاه به لیگ دسته دو اوکراین منتقل شد.

## افتخارات
- لیگ برتر فوتبال اوکراین
  - نایب قهرمان (۱): ۱۹۹۳
- جام حذفی فوتبال اوکراین
  - نایب قهرمان (۳): ۱۹۹۵، ۱۹۹۷، ۲۰۰۴
- جام اینترتوتو
  - نایب قهرمان (۱): ۲۰۰۶
- لیگ اروپا
  - نایب قهرمان (۱): ۲۰۱۵